# Lulu White
Pour les articles homonymes, voir White.
Lulu White fut une grande dame de La Nouvelle-Orléans, qualifiée de prostituée de luxe dans les années 1910.
Elle est connue pour avoir séjourné au Mahogany Hall, un lupanar somptueux de Storyville, le quartier chaud de La Nouvelle-Orléans, à l'époque des débuts du jazz.
Lulu White fut la plus célèbre et pittoresque des « Madames ». Elle portait robes du soir, perruques rousses, diamants et émeraudes.
Louis Armstrong a enregistré un Mahogany Hall Stomp (1933).

## Source
- Notes annexes du roman L'Écume des jours de Boris Vian, édition le livre de poche.